# ستيفن كينت (لاعب كرة قاعدة)
ستيفن كينت (بالإنجليزية: Steven Kent)‏ هو لاعب كرة قاعدة أسترالي، ولد في 8 مايو 1989 في كانبرا في أستراليا.

## وصلات خارجية
- ستيفن كينت على موقع دوري كرة القاعدة الرئيسي (الإنجليزية)
- ستيفن كينت على موقع دوري أستراليا لكرة القاعدة (الإنجليزية)
- ستيفن كينت على موقعبيزبول رفرنس.كوم (الدوري الثانوي) (الإنجليزية)
- ستيفن كينت على موقع إي إس بي إن.كوم (أم.أل.بي) (الإنجليزية)
- ستيفن كينت على موقع مشجعي الرسوم البيانية (الإنجليزية)